# Politisches System der Slowakei

Das slowakische Staatswappen

Das politische System der Slowakischen Republik ist als Republik mit parlamentarischem Regierungssystem organisiert. Zentrale Bedeutung haben die stark miteinander konkurrierenden politischen Parteien. Die legislative Gewalt bildet der Nationalrat, ein Einkammerparlament. Die Wahlen in den Nationalrat sowie die Europawahlen werden als Verhältniswahlen durchgeführt. Staatsoberhaupt ist der Präsident, der direkt vom Volk gewählt wird. Über die Einhaltung der Verfassung wacht das Verfassungsgericht.

## Staatliche Institutionen

### Legislative

#### Nationalrat

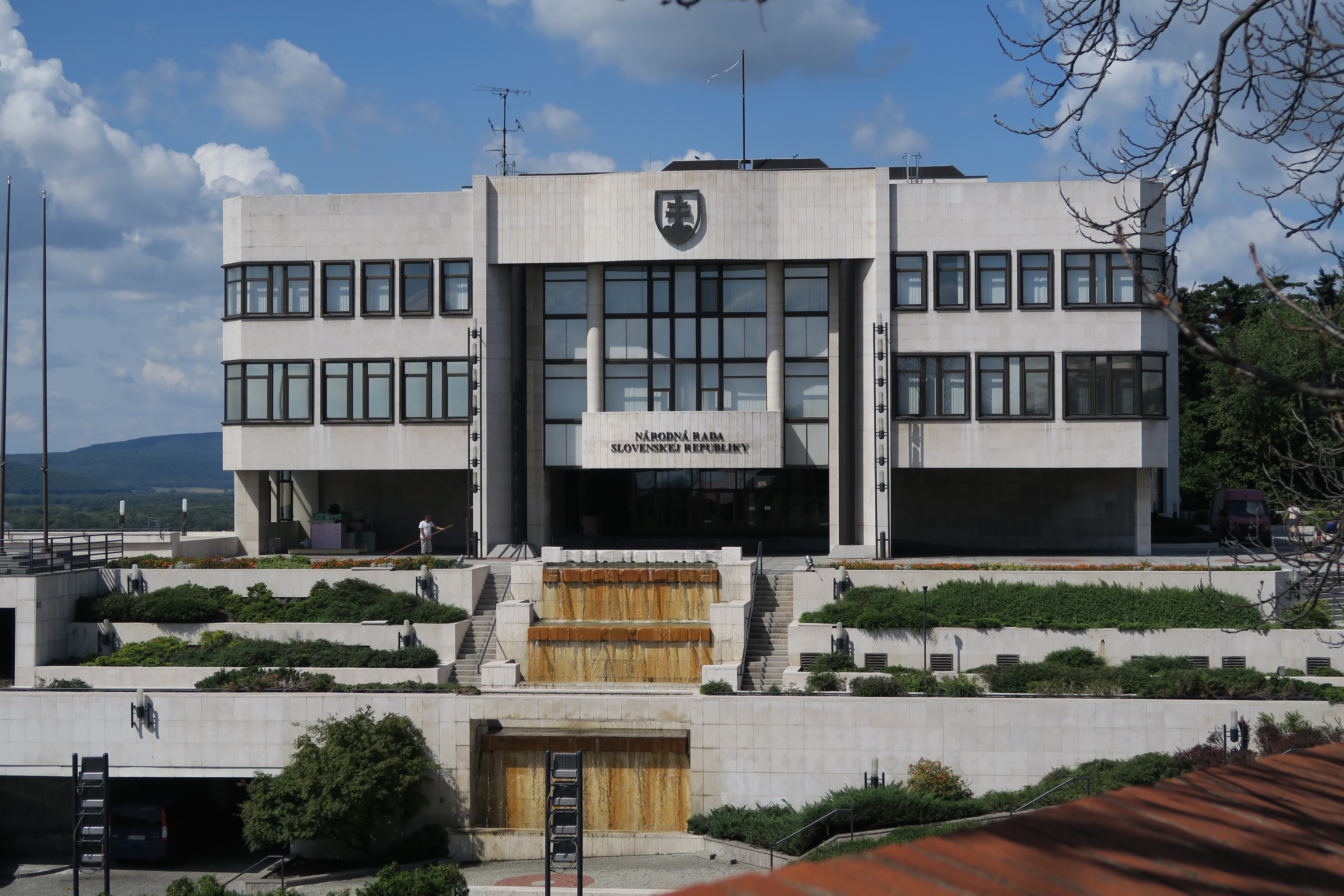
Gebäude des Nationalrats

Träger der legislativen Gewalt ist der Nationalrat der Slowakischen Republik (slowakisch: Národná rada Slovenskej republiky), ein Einkammerparlament mit 150 Abgeordneten. Die Abgeordneten werden nach einem Verhältniswahlverfahren auf vier Jahre gewählt. Aufgabe des Nationalrats ist in erster Linie die Kontrolle der Regierung und die Verabschiedung von Gesetzen. Das Mandat wird frei ausgeübt. In bestimmten Krisensituationen kann der Nationalrat vom Präsidenten aufgelöst werden.

#### Wahl
Das Abgeordnetenhaus wird nach einem Verhältniswahlverfahren gewählt. Das ganze Staatsgebiet bildet einen einzigen Wahlkreis. Es gibt eine Sperrklausel von 5 % für einzelne Parteien, für eine Koalition von zwei bis drei Parteien 7 % und für vier und mehr Parteien 10 %. Die Stimmen werden nach dem Hagenbach-Bischoff-Verfahren in Mandate umgerechnet. Die Bürger haben die Möglichkeit, mit vier Präferenzstimmen konkrete Kandidaten aus der Liste zu wählen. Dies hat einen Einfluss auf die Reihenfolge der Liste, wenn mehr als drei Prozent der abgegebenen Stimmen für einen Kandidaten die Präferenzstimmen ergeben. Nur dann verändert sich gemäß den Präferenzstimmen die Reihenfolge auf der Wahlliste. Bei der Europawahl wird auch Verhältniswahlverfahren verwendet.
Siehe auch: Wahlen in der Slowakei – Parlamentswahlen

### Exekutive

#### Präsident

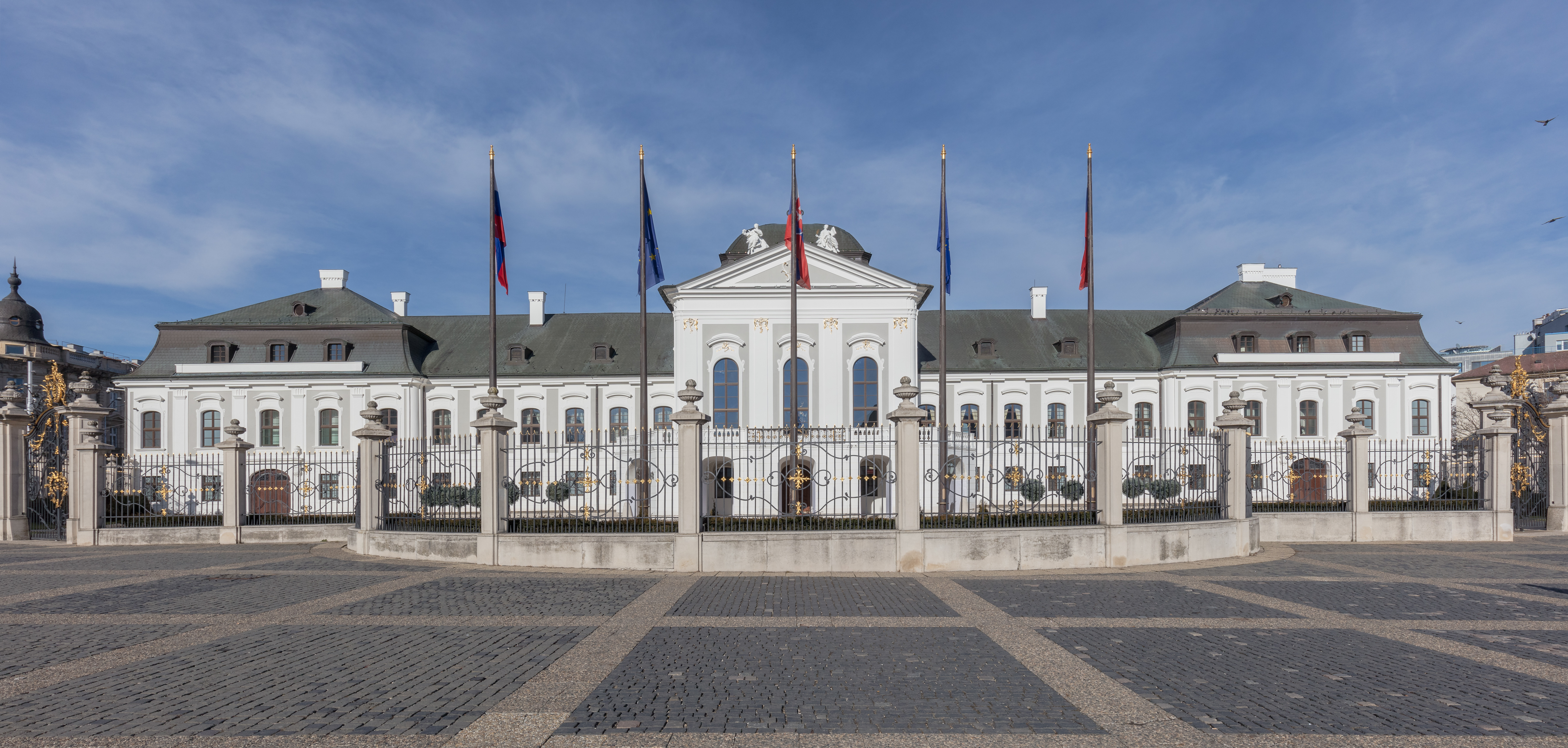
Sitz des Präsidenten, Palais Grassalkovich

Der Präsident ist das Staatsoberhaupt und repräsentiert gemäß Artikel 102 der Slowakischen Verfassung den Staat nach außen. Er wird in einer Direktwahl gewählt, die Wahlperiode beträgt fünf Jahre, eine Wiederwahl ist einmal möglich.
Der Präsident ernennt selbstständig den Ministerpräsidenten und im Einvernehmen mit ihm dann die Minister. Auch verhandelt und ratifiziert er internationale Verträge, kann diese Befugnis aber an die Regierung übertragen. In bestimmten Situationen kann er den Nationalrat auflösen. Im Legislativverfahren unterzeichnet er Gesetze und verfügt über ein suspensives Veto. Er kann so einen Gesetzesentwurf (ggf. auch mit Änderungsvorschlägen) an den Nationalrat zurückleiten. Er ernennt die Richter des Verfassungsgerichtes und den Generalstaatsanwalt. Er hat das Recht, Strafen zu mildern oder zu tilgen und kann Amnestien erlassen.
Der Nationalrat kann mit einer Dreifünftelmehrheit aller Abgeordneten ein Abwahlverfahren des Präsidenten einleiten, welches aus einem Volksentscheid besteht. Falls in diesem das Volk den Präsidenten bestätigt, wird damit automatisch das Misstrauen dem Nationalrat ausgesprochen und dieser aufgelöst.

#### Regierung
zur aktuellen Regierung siehe Navigationsleiste unten
Die Regierung ist das höchste Organ der Exekutive. Sie besteht aus dem Ministerpräsidenten (slowakisch: predseda vlády), den stellvertretenden Ministerpräsidenten (podpredseda) und den Ministern. Ein Regierungsmitglied kann nicht gleichzeitig Abgeordneter im Nationalrat sein. Falls es zu dieser Situation kommt, wird das Abgeordnetenmandat nicht ausgeübt, und für die gegebene Zeit tritt im Nationalrat ein Ersatzmann an.
Die Regierung benötigt nach ihrem Antritt das Vertrauen des Nationalrats. Ebenso kann der Nationalrat mit einem Misstrauensvotum die Regierung zum Rücktritt zwingen. Das Parlament kann auch einzelnen Regierungsmitgliedern Misstrauen aussprechen. In diesem Fall muss der Präsident das Regierungsmitglied aus seinem Amt entlassen. Die Regierung ist dem Nationalrat verantwortlich. Formal gesehen entscheidet die Regierung als Kollegium. Zur Annahme eines Beschlusses ist die Zustimmung der Mehrheit ihrer Mitglieder erforderlich. Sie kann zur Durchführung von Gesetzen Verordnungen erlassen.

#### Regionale Verwaltung
Die Slowakei ist ein Einheitsstaat. Das Staatsgebiet ist in acht Selbstverwaltungslandesbezirke (slowakisch: samosprávny kraj) bzw. höhere Gebietseinheiten (slowakisch: vyšší územný celok) unterteilt. In diesen Gebietskörperschaften werden Selbstverwaltungsorgane als Volksvertretungen (slowakisch: zastupiteľstvo) gewählt. Die Verwaltung obliegt auf dieser Ebene den Landesbezirksämter (slowakisch: krajský úrad). Die staatliche Verwaltung ist ferner in 72 Landkreisämter (slowakisch: okresný úrad) unterteilt. Die unterste Stufe der Selbstverwaltung bilden die Gemeinden.

### Judikative
Die Judikative besteht aus dem Verfassungsgericht und den allgemeinen Gerichten, die in drei Ebenen angelegt sind. Es besteht ein zweistufiger Instanzenzug.

#### Verfassungsgericht
Das Verfassungsgericht (slowakisch: Ústavný súd Slovenskej republiky) ist als unabhängiges Verfassungsorgan ein spezielles Gericht in Fragen des Verfassungsrechts. Die wichtigste Kompetenz des Gerichts besteht in der Außerkraftsetzung verfassungswidriger Gesetze. Das Gericht setzt sich aus 13 Richtern zusammen, die vom Staatspräsidenten auf Vorschlag des Nationalrats auf 12 Jahre ernannt werden. Das Verfassungsgericht hat seinen Sitz in Košice.

#### Allgemeine Gerichte
Das System der Gerichte besteht aus dem Obersten Gericht der Slowakischen Republik (slowakisch: Najvyšší súd Slovenskej republiky) in Bratislava, acht Landesbezirksgerichten (slowakisch: Krajský súd), 54 Landkreisgerichten (slowakisch: Okresný súd).
Im Jahr 2004 wurde das Sondergericht (slowakisch: Špeciálny súd) eingerichtet, welches zusammen mit einem Amt der Sonderstaatsanwaltschaft (slowakisch: Úrad špeciálnej prokuratúry) für Kriminalfälle im Bereich Korruption, Bestechung, besonders ernsthafte Finanz- und Eigentumsstraftaten oder organisierte Kriminalität tätig ist. Die Zuständigkeit ist namentlich für bestimmte Personengruppen (z. B. Richter, Inhaber hoher Staatsämter, Abgeordnete) sowie für bestimmte Arten von Straftaten auf dem ganzen Gebiet der Slowakei festgelegt. Das Gericht siedelt in Pezinok.
Das Höhere Militärgericht (slowakisch Vyšší vojenský súd) in Trenčín und drei militärischen Bezirksgerichten (slowakisch: Vojenský obvodový súd) in Bratislava, Banská Bystrica und Prešov wurden zum 31. März 2009 abgeschafft und Kompetenzen an allgemeine Gerichte übertragen.

### Weitere Verfassungsorgane
Weitere Verfassungsorgane sind die Staatsanwaltschaft der Slowakischen Republik (slowakisch: Prokuratúra Slovenskej republiky), der Ombudsmann (slowakisch: Verejný ochranca práv) und die Oberste Kontrollbehörde der Slowakischen Republik (slowakisch: Najvyšší kontrolný úrad Slovenskej republiky).

## Parteien
In der Slowakei hat sich ein gemäßigter Pluralismus etabliert. Nach den Wahlen im Jahr 2020 sind im Nationalrat folgende Parteien vertreten:
- Obyčajní ľudia a nezávislé osobnosti (OĽaNO) (deutsch Gewöhnliche Leute und unabhängige Personen), wirtschaftsliberale Konservative
- SMER – sociálna demokracia (Smer-SD) (deutsch RICHTUNG – Sozialdemokratie), sozialdemokratisch
- Sme rodina (SR) (deutsch Wir sind Familie), populistisch
- Kotlebovci – Ľudová strana Naše Slovensko (ĽSNS) (deutsch Kotlebianer – Volkspartei Unsere Slowakei), rechtsextrem
- Sloboda a Solidarita (SaS) (deutsch Freiheit und Solidarität), neoliberal
- Za ľudí (deutsch Für die Menschen), zentristisch

In der jungen slowakischen Geschichte war insbesondere Hnutie za demokratické Slovensko (HZDS) (deutsch: Bewegung für eine demokratische Slowakei) von Bedeutung, welche in den 1990er Jahren die slowakische Politik dominierte und bis 2006 die stimmenstärkste Partei im slowakischen Parlament darstellte. Nach einem starken Stimmenverlust bei den Parlamentswahlen 2006 und der Verfehlung des Parlamentseinzugs 2010 löste sie die HZDS im Januar 2014 selbstständig auf.
Weitere seit der Unabhängigkeit 1993 teilweise im Parlament vertretene Parteien sind die Strana maďarskej komunity (SMK) (deutsch: Partei der ungarischen Gemeinschaft), Most–Híd (deutsch: Brücke), Kresťanskodemokratické hnutie (KDH) (deutsch: Christlich-demokratische Bewegung), die Združenie robotníkov Slovenska (ZRS) (deutsch: Arbeiterassoziation der Slowakei) sowie Komunistická strana Slovenska (KSS) (deutsch: Kommunistische Partei der Slowakei) von Bedeutung.